# یواس‌اس لاپان (اس‌اس-۲۶۰)
یواس‌اس لاپان (اس‌اس-۲۶۰) (به انگلیسی: USS Lapon (SS-260)) یک زیردریایی بود که طول آن ۳۱۱ فوت ۹ اینچ (۹۵٫۰۲ متر) بود. این زیردریایی در سال ۱۹۴۲ ساخته شد.